# Katia Skanavi
Katia Skanavi, née le 11 décembre 1971 à Moscou en Union soviétique, est une pianiste de nationalités russe et grecque.

## Biographie
Katia Skanavi commence l'étude du piano à cinq ans et est formée à l'Académie russe de musique Gnessine dans la classe des enfants surdoués. À 12 ans, elle donne son premier concert dans la grande salle du Conservatoire Tchaïkovski de Moscou. interprétant le 3e Concerto de Dmitri Kabalevski sous la direction du compositeur. 
Elle poursuit ensuite ses études dans la célèbre classe de Vladimir Kraïnev.
En 1989, peu avant ses 18 ans, elle remporte le troisième prix du Concours international Marguerite-Long-Jacques-Thibaud de Paris, puis le premier prix du Concours Maria Callas d'Athènes en 1994 (concours exigeant de présenter dix concertos). Elle demande et obtient à cette occasion la citoyenneté grecque, ajoutant la nationalité de son père à celle de sa mère.
Sa carrière internationale la mène dans les salles les plus prestigieuses (Concertgebouw d'Amsterdam, Konzerthaus de Vienne, Suntory Hall de Tokyo, Théâtre des Champs-Élysées à Paris). 
En juin 2008, elle participe à l'intégrale des concertos et symphonies de Ludwig van Beethoven donnée par Kurt Masur fêtant la fin de son mandat à la tête de l'Orchestre national de France au Théâtre des Champs-Élysées : elle interprète le Concerto pour piano nº 1 de Beethoven.  
Elle est l'invitée de grands festivals internationaux tels que le Festival de La Roque-d'Anthéron, le Festival de Lockenhaus ou le Ravinia Festival.
En musique de chambre, elle compte parmi ses partenaires Iouri Bachmet (alto), Gidon Kremer (violon) ou Alexandre Kniazev (violoncelle).
Elle est membre de jurys prestigieux, parmi lesquels ceux des concours Kraïnev ou Long-Thibaud.

## Prix et récompenses
- 1989 : troisième prix du Concours international Marguerite-Long-Jacques-Thibaud et prix du public.
- 1994 : premier prix du Concours Maria Callas.
- 1997 : finaliste du Concours international de piano Van-Cliburn.

## Discographie
- Chopin (3e Ballade, mazurkas, études, 2e impromptu, Andante Spianato et Grande Polonaise) (Lyrinx, 1994)
- Chopin - Liszt (Lyrinx, 1999)
- Carnaval (Schumann) - Haendel - Rachmaninov - Tchaikovsky, enregistré en concert à La Criée (Lyrinx, 1999)
- Kreisleriana (Robert Schumann), Scènes d'enfants (Schumann), Variations ABEGG (Lyrinx, 2007)
- Rachmaninov - Les Saisons (Tchaïkovski) (Lyrinx, 2007)
- Sonate pour piano nº 3 de Chopin, nocturnes (Lyrinx, 2008)
- Rachmaninov : Concerto no 1, Rhapsodie sur un thème de Paganini, avec le Brussels Philharmonic Orchestra sous la direction de Michel Tabachnik (Lyrinx, 2011)